# Bad Teeth
Bad Teeth es el episodio estreno de la segunda temporada de la serie de televisión estadounidense de drama-sobrenatural Grimm. El guion principal del episodio fue escrito por los creadores de la serie David Greenwalt y Jim Kouf, y la dirección general estuvo a cargo de Norberto Barba. 
El episodio se transmitió originalmente el 13 de agosto del año 2012 por la cadena de televisión NBC. Mientras que en América Latina el episodio se estrenó el 17 de septiembre del mismo año por el canal Unniversal Channel.
En este episodio Nick debe enfrentarse el inesperado regreso de su madre, la cual había dado por muerta hace 18 años. Mientras Monroe y Rosalee tratan de averiguar la manera de rescatar Juliette, un Wesen llega a Oregon buscando la cabeza del Grimm.   

## Argumento
Aproximadamente una hora antes del enfrentamiento entre Nick y Akira. Al puerto marítimo de Oregon, llega una especie de Wesen salvaje y peligroso que al parecer está relacionado con los asesinos de los Grimm. Mientras en tanto, en la casa de Nick, Kelly Burkhardt le revela su identidad a su hijo quien queda devastado emocionalmente por toparse con ella después de creerla muerta por varios años. En vez de darle una explicación a su hijo, Kelly procede a analizar el cuerpo de Akira para comprobar para "quien trabaja". Pero el proceso es interrumpido por la llegada del capitán Renard y Wu acompañados de varios policías. Los cuales se llevan bajo su custodia al criminal. 
Una vez que la policía se retira, Nick le exige a su madre respuestas sobre lo ocurrido la noche del accidente. Kelly le explica que se separó de su esposo esa noche y mando a su amiga Gina Serafine con él, debido a que se encontraba siendo perseguida por criminales en busca de las monedas de Zakynthos. Pero los Wesen, atacaron el auto, y creyendo que habían asesinado a una Grimm, se llevaron la cabeza de Gina, impidiendo que el cuerpo pudiera ser identificado. De repente los dos son interrumpidos por la repentina llegada de Monroe y Rosalee quienes vienen con noticias de Juliette. Kelly malinterpreta la relación que los Wesen tienen con su hijo y trata de matar a Monroe, aunque es interrumpida por Nick y procede a explicarle a su madre que los dos son sus amigos y que lo están ayudando a salvarle la vida a su novia. Rosalee le explica a Nick que Juliette está bajo un hechizo que podría causarle perdida de memoria y demencia, aunque también le comenta que están preparando el antídoto para evitar la pérdida de memoria.    
Al día siguiente Nick recibe una llamada para ir analizar la escena del crimen hecha por el wesen tigre. Nick reconoce que en las paredes está pintado un símbolo de los asesinos de los Grimm, y decide pedirle ayuda a su madre para encontrar al responsable. Basándose en las heridas de las víctimas, Kelly deduce que el responsable es un Mauvais Dentes, un sádico y astuto Wesen parecido a un tigre dientes de sable. Kelly comenta que solo las siete casas reales podrían enviar a un Wesen tan peligroso tras un Grimm, aunque no puede descubrir el propósito. Kelly le sugiere a Nick que interrogue a Akira Kimura para averiguar algo sobre el Mauvais Dentes, pero en cuanto Nick llega a la comisaría, este se topa con la desagradable sorpresa de encontrar al Wesen muerto en su celda.   
Mientras en tanto, Renard se entera de que Juliette esta en coma y se percata rápidamente de que la responsable es la propia Adalind. El cree que la antigua Hexenbiest se esconde con su madre, pero cuando va a visitarla, la Sra. Schade se muestra muy confundida. Renard entonces le pide el favor de despertar a Juliette, pues según él, la veterinaria es el único nexo que Nick tiene con Oregon y por lo tanto con él. Como respuesta la Sra. Schade visita la tienda de Rosalee para comprar los ingredientes para preparar el antídoto. Rosalee se da cuenta de la receta y cree que podría estar relacionada con Adalind, por lo que decide llamar a su amigo Grimm para comentarle la noticia. 
Nick intercepta la casa de la Sra. Schade y la amenaza a muerte con tal de garantizar la salud de su novia en coma. Al regresar con su madre, Kelly se muestra interesada en saber el origen de su rivalidad con Adalind, a lo que Nick le responde que la Hexenbiest intento asesinar a la tía Marie, Kelly deduce que se debe debido a la llave y procede a explicarle el significado de su valor para la realeza: los caballeros son los antepasados de los Grimm que trabajaron para las siete casas reales en la Cuarta Cruzada. Forjaron siete llaves que contienen una parte de un mapa, cuando se juntan los mapas se puede ver la localización de los lugares donde escondieron las riquezas tomadas de Constantinopla después de ser saqueada. Existe algo muy preciado para las familias reales, que de poseerlo, podrían controlar el mundo. 
Por otra parte, el Mauvais Dentes atrae a dos agentes del FBI encargados de resolver el homicidio en el barco a una maderera abandonada, donde el Wesen mata a un agente y usa como rehén a la segunda con tal de atraer a Nick hacia una trampa. Sin más opción que jugar el juego del Mauvais Dentes, Nick va hasta la maderera acompañado de su madre. En el momento que Nick entra para enfrentarse a la criatura, este se topa con los cadáveres de los agentes y decide explorar el lugar, sin notar que el Wesen se hizo pasar por uno de los cadáveres para darle un ataque certero por la espalda.

## Elenco
- David Giuntoli como Nick Burkhardt.
- Russell Hornsby como Hank Griffin.
- Bitsie Tulloch como Juliette Silverton.
- Silas Weir Mitchell como Monroe.
- Sasha Roiz como el capitán Renard.
- Bree Turner como Rosalee Calvert
- Reggie Lee como el sargento Wu.

## Producción
La filmación del episodio empezó el 30 de mayo de 2012 para adelantar su estreno el 13 de agosto del mismo año.
La secuencia de apertura de este episodio está extendida, con una esencia más oscura y con una narración en off con la voz de David Giuntoli. Además, es el primer episodio que termina con el clásico eslogan cliffhanger "Continuará".

### Guion
Este podría ser definido como el primer episodio que no basa su trama necesariamente en el argumento de un cuento de los Hermanos Grimm, dado que la frase de apertura es un estrofa del poema "El Segundo Advenimiento."
Con respecto a las novedades de la segunda temporada. David Giuntoli comentó lo siguiente: "Creo que inevitablemente, Nick va a tener que reclutar su propio ejército con Monroe y tal vez a un Grimm aquí y otro allá. Me gustaría conocer a otro Grimm", comentó. "[La próxima temporada] se que vamos a saber más de las guerras y las poderosas fuerzas una vez iniciado el trabajo. Creo que en esta temporada lidiaremos con el viaje individual de Nick, casos específicos de estas criaturas y creo que averiguaremos qué demonios es el capitán Rendard (Sasha Roiz). Creo que vamos a descubrir eso."
Jim Kouf, uno de los creadores de la serie, comentó: "Tenemos muchas ideas de adonde queremos ir. Simplemente no queremos decírselas. Incluso las cosas que pensamos se han hecho con cierto aire de misterio."
En el panel de la Comic-Con dedicado a la segunda temporada de la serie, los creadores de la serie dieron un pequeño detalle de las nuevas criaturas de la temporada. 

"Bueno hay algo llamado el Mauvais Dentes. Ya lo verán. Es una criatura parecida a un tigre dientes de sable. Y puede acabar con una aldea entera por sus problemas con su hambre...¡y esta detrás de Nick!"

### Actuación
La actriz Bree Turner, encargada de interpretar a la Fuchsbau, Rosalee Calvert fue ascendida como personaje principal para la segunda temporada.

### Continuidad
- Kelly da detalles del accidente en el murió su esposo.
- Se revela el valor de la llave de la tía Marie.

## Recepción

### Audiencia
En el día de su transmisión original en los Estados Unidos por la NBC, el episodio fue visto por un total de 5.6400.000 de telespectadores.

### Crítica
Kevin McFarland de AV Club le dio al episodio una C+ en una categoría de la A a la F, explicando: "En un momento, pensé que Grimm estaba pensando en diminutivo con sólo revelar un poco de la mitología con cada caso que Nick y Hank investigarón, pero ahora parece que la rutina sobrenatural se ha abandonado por completo, o por lo menos para estos episodios de dos partes. Esto ahora es la historia de Nick mientras navega por el mundo Wesen con sus amigos criaturas recién descubiertos, y hay demasiadas parcelas que compiten por su lugar en la serie. Las monedas, la familia real, el tesoro, Juliette, y la resistencia, están flotando por ahí, sin ningún sentido de prioridad."
Matt Fowler de IGN le dio al episodio un 7, una señal de un episodio "bueno" en una categoría del 0 al 10: "Bad Teeth, al igual que el final de la temporada 1, se sintió que lidiaba con demasiadas cosas que no iban a ser capaces de resolverse en un horario limitado. No tengo problemas con una historia abierta para algunos episodios extra, pero aquí todas las historias se quedan abiertas. Y Nick no tiene porque ponerse más rudo de lo que fue al amenazar a la madre de Adallind. En el lado positivo, James Frain de True Blood resaltó como un sujeto en un castillo cruzando el océano, torturando un pobre bastardo para los nobles. Creo que además, de Renard (quien es más "sombrío" que malo) el personaje de Frain podría ser el primer intento de "villano" en la serie.